# Jonas Malheiro Savimbi
Jonas Malheiro Savimbi, soprannominato O mais velho ("Il più vecchio") (Munhango, 3 agosto 1934 – Lucusse, 22 febbraio 2002), è stato un politico, generale e guerrigliero angolano.

## Biografia
Facente parte dell'etnia Ovimbundu di religione protestante, era figlio di un capo-stazione. Fu educato in una scuola missionaria e frequentò la facoltà di medicina a Lisbona, poi a partire dal 1960 frequentò l'università a Friburgo e Losanna in Svizzera dove si laureò in scienze politiche e giuridiche. Nel 1961 entrò nell'UPA, movimento di guerriglia angolano guidato da Holden Roberto che si opponeva all'élite urbana intellettuale. Successivamente collaborò al governo in esilio del GRAE, da dove si dimise il 16 luglio 1964, e fondò il 13 maggio del 1966 l'UNITA rompendo con l'UPA, che nel frattempo aveva cambiato nome in FNLA Frente Nacional de Libertação de Angola.
Dopo l'indipendenza conseguita dall'Angola nel 1975, Savimbi si alleò con il FNLA contro il MPLA (Movimento Popular de Libertação de Angola), rompendo quindi gli accordi di Alvor dei 3 movimenti; dopo la sconfitta nella battaglia di Quifangondo, i resti del FNLA si rifugiarono nello Zaire e Savimbi rimase da solo in territorio angolano a continuare la guerriglia contro il governo del MPLA.
Durante la guerra civile angolana, Savimbi stabilì la sua roccaforte a Jamba, ottenendo il supporto dell'etnia Ovimbundu, della Cina, del Sudafrica e degli USA (il presidente statunitense Reagan lo definirà "un eroe che lotta contro l'impero del male"). Ciononostante, Savimbi non otterrà mai appoggio dagli Stati africani data la sua collaborazione con il Sudafrica, nonostante lo stesso politico si dichiarasse contrario all'apartheid.
Dopo aver perso il supporto anche degli Stati Uniti, nel 1991 Savimbi firma il primo accordo con il governo, gli accordi di Bicesse, ma nel 1992, dopo la sconfitta alle elezioni per la carica di presidente alla quale si era candidato, riprese la guerriglia. Nel 1994 Savimbi firmò un ulteriore accordo di pace con il governo, il protocollo di Lusaka, ma verso la fine del 1998 riprese per la seconda volta la guerriglia contro il governo a causa di molteplici problemi di natura politica e delle sanzioni imposte dall'ONU (fu accusato di crimini contro l'umanità). Il 22 febbraio del 2002 fu ucciso in battaglia: due mesi dopo l'UNITA firmò un accordo di pace definitivo con il governo.

## Nella cultura di massa
- Savimbi è presente nel videogioco Call of Duty: Black Ops II come alleato nella prima missione contro i soldati del MPLA. La famiglia ha denunciato la Activision Blizzard per il modo in cui viene raffigurato nel videogioco.